# Рекомендаційна система
Рекомендаційна система — підклас системи фільтрації інформації, яка будує рейтинговий перелік об'єктів (фільми, музика, книги, новини, вебсайти), яким користувач може надати перевагу. Для цього використовується інформація з профілю користувача.

## Типи рекомендаційних систем[1]
Існують дві основні стратегії створення рекомендаційних систем: фільтрація вмісту і колаборативна фільтрація.
При колаборативної фільтрації створюються профілі користувачів і об'єктів.
- Профілі користувачів можуть містити демографічну інформацію або відповіді на певний набір питань.
- Профілі об'єктів можуть містити назви жанрів, імена акторів, імена виконавців, тощо. Або якусь іншу інформацію в залежності від типу об'єкта.

Цей підхід застосований у проекті Music Genome Project: музичний аналітик оцінює кожну композицію за сотнями різних музичних характеристик, які можна використати для виявлення музичних уподобань користувача.
При фільтрації вмісту використовується інформація про поведінку користувачів у минулому — наприклад, інформація про придбання або оцінки. В цьому разі не має значення, з якими типами об'єктів ведеться робота, але при цьому можна брати до уваги неявні характеристики, які складно було б врахувати при створенні профілю. Основна проблема цього типу рекомендаційних систем — «холодний старт»: відсутність даних про користувачів чи об'єкти, які нещодавно з'явились у системі.

## Методика
У процесі роботи рекомендаційні системи збирають дані про користувачів, використовуючи поєднання явних і неявних методів.

### Приклади явного збору даних
- користувач оцінює запропонований об'єкт за диференційованою шкалою;
- користувач ранжує групу об'єктів від найкращого до найгіршого;
- користувач вибирає кращий з двох запропонованих об'єктів;
- користувачу пропонують створити список його улюблених об'єктів.

### Приклади неявного збору даних
- спостереження за тим, що користувач оглядає в інтернет-магазинах або базах даних іншого типу;
- ведення записів про поведінку користувача онлайн;
- відстеження вмісту комп'ютера користувача;

## Застосування
Рекомендаційні системи порівнюють однотипні дані від різних людей і розраховують список рекомендацій для конкретного користувача. Деякі приклади їх комерційного та некомерційного використання наведені в статті про колаборативну фільтрацію. Для розрахунку рекомендацій використовується граф інтересів. Рекомендаційні системи — зручна альтернатива пошуковим алгоритмам, оскільки дозволяють виявити об'єкти, які не можуть бути знайдені останніми. Цікаво, що рекомендаційні системи часто використовують пошукові машини для індексації незвичайних даних.

## Приклади сайтів, що використовують рекомендаційні системи
- Імхонет (фільми, література, фото)
- Last.fm (музика)
- Grooveshark[en] (музика)
- Ozon.ru (книги, диски і тд.)
- Software Informer (програмне забезпечення)
- IMDb — фільми
- Surfingbird[ru] — російський сервіс пошукових рекомендацій